# Palinića jezero
Palinića jezero ili jezero Palinić je umjetno jezero u Hrvatskoj. Nalazi se u Dubrovačko-neretvanskoj županiji, u Neretvanskoj dolini. Naselje Mihalj nalazi se na obali jezera. Površina iznosi 84 324 m2. Rječica Rećina prolazi kroz jezero.